# ベイカー・ボウル

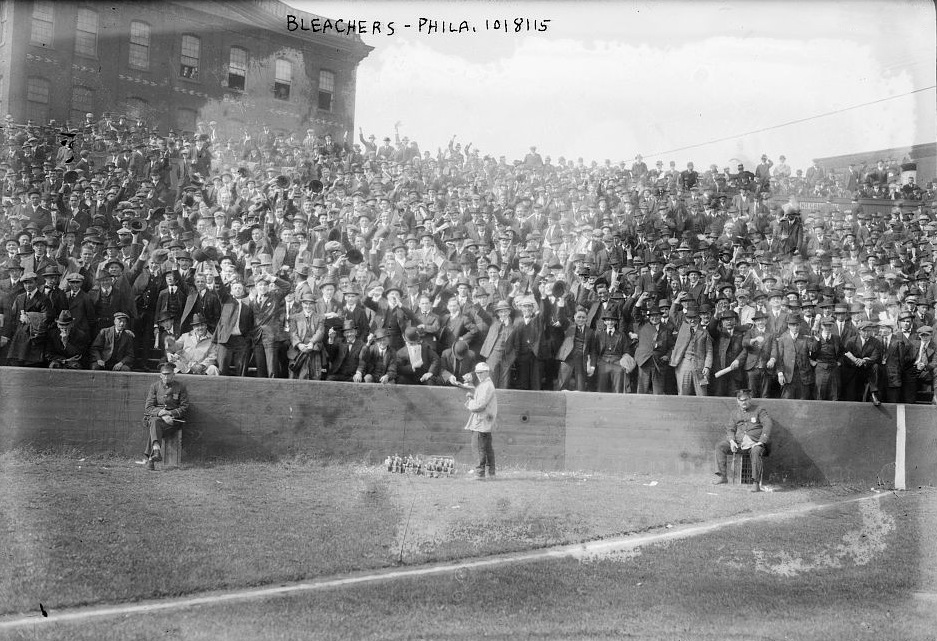
ベイカー・ボウルの観客席（1915年10月）

ベイカー・ボウル（Baker Bowl）は、アメリカのペンシルベニア州フィラデルフィアにかつて存在したスタジアム。MLBフィラデルフィア・フィリーズが1887年から1938年まで、NFLフィラデルフィア・イーグルスが1933年から1935年まで、それぞれ本拠地にしていた。
1933年に誕生したNFL新球団のイーグルスがベイカー・ボウルを本拠地にしたことで、史上初の野球とアメリカンフットボールの兼用スタジアムになった。

## 球場の歴史

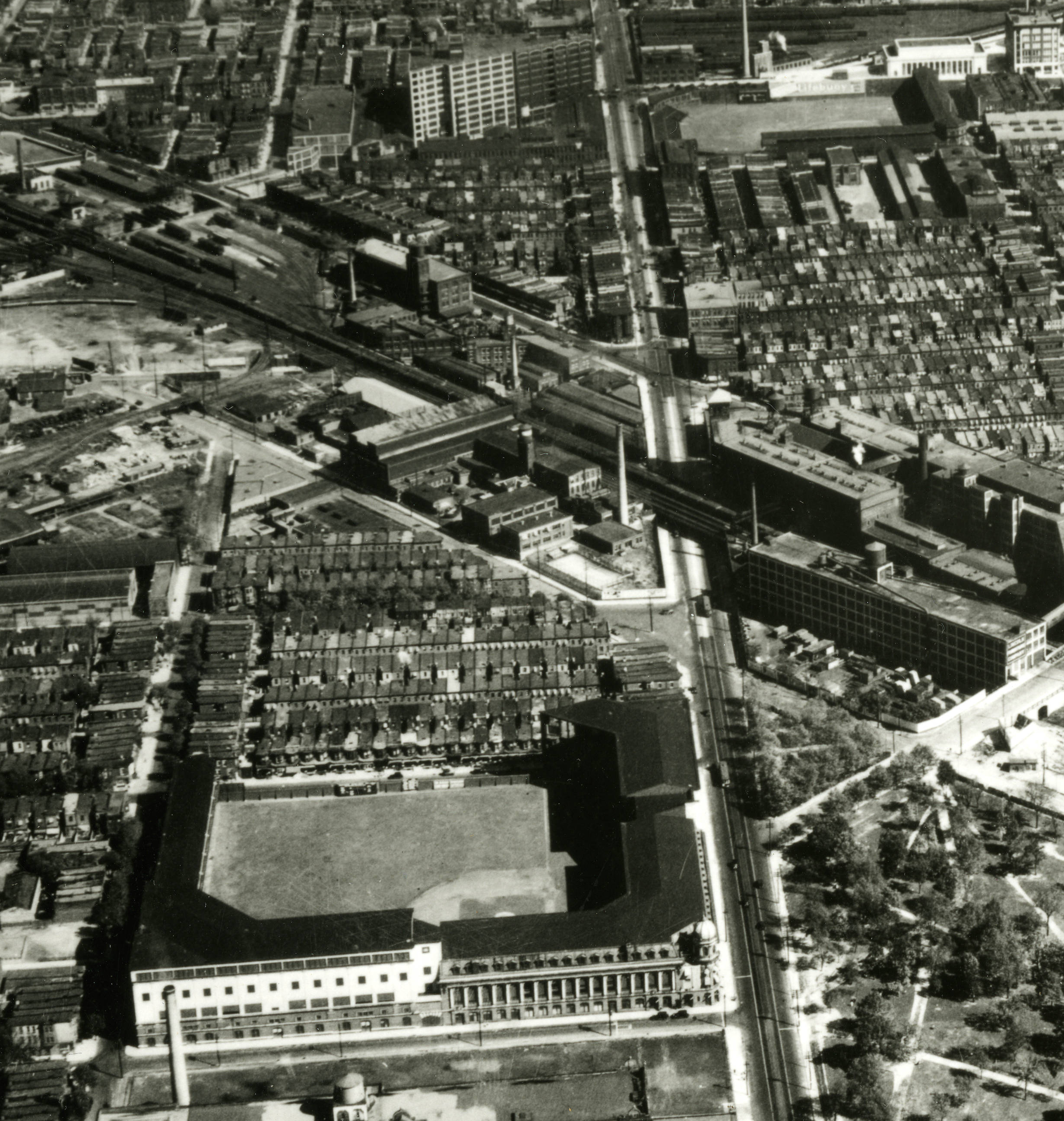
シャイブ・パークとの位置関係。左下がシャイブ・パーク。右上後方がベイカー・ボウル。(1929年)

フィラデルフィア北部の一画に1887年、レクリエーション・パークに代わるクエイカーズ（現フィリーズ）の新本拠地球場として開場。公式にはナショナル・リーグ・パーク（National League Park）という名称だが、フィラデルフィア・ベースボール・グラウンズ（Philadelphia Baseball Grounds）やハンティングドン・ストリート・グラウンズ（Huntingdon Street Grounds）という俗称もファンの間で定着した。ベイカー・ボウルという名称になったのは1913年にウィリアム・ベイカーがフィリーズのオーナーに就任してからのことである。
スタンドが木製だったため、1894年8月6日に火事で全焼してしまった。8月18日までに仮設スタンドを建設してその年のシーズンを乗り切ると、オフシーズンに大規模な改修工事を行い、コンクリート製で2層の新スタンドを建設し、1895年5月2日に再開場した。
しかし、1903年8月8日には外野席が崩落し死者12名、負傷者232名を出す事故が発生するなど球場の作りが脆く、またフィリーズも1915年の1回しかワールドシリーズに出られないなど不振が続いたため、観客動員は芳しいものではなかった。老朽化もありフィリーズは結局1938年のシーズン半ばに、近くにあるアスレチックスの本拠地シャイブ・パークに移転することになった。なお閉場当時、ベイカー・ボウルはMLB最古の球場だった（閉場後はポロ・グラウンズが最古の球場となる）。

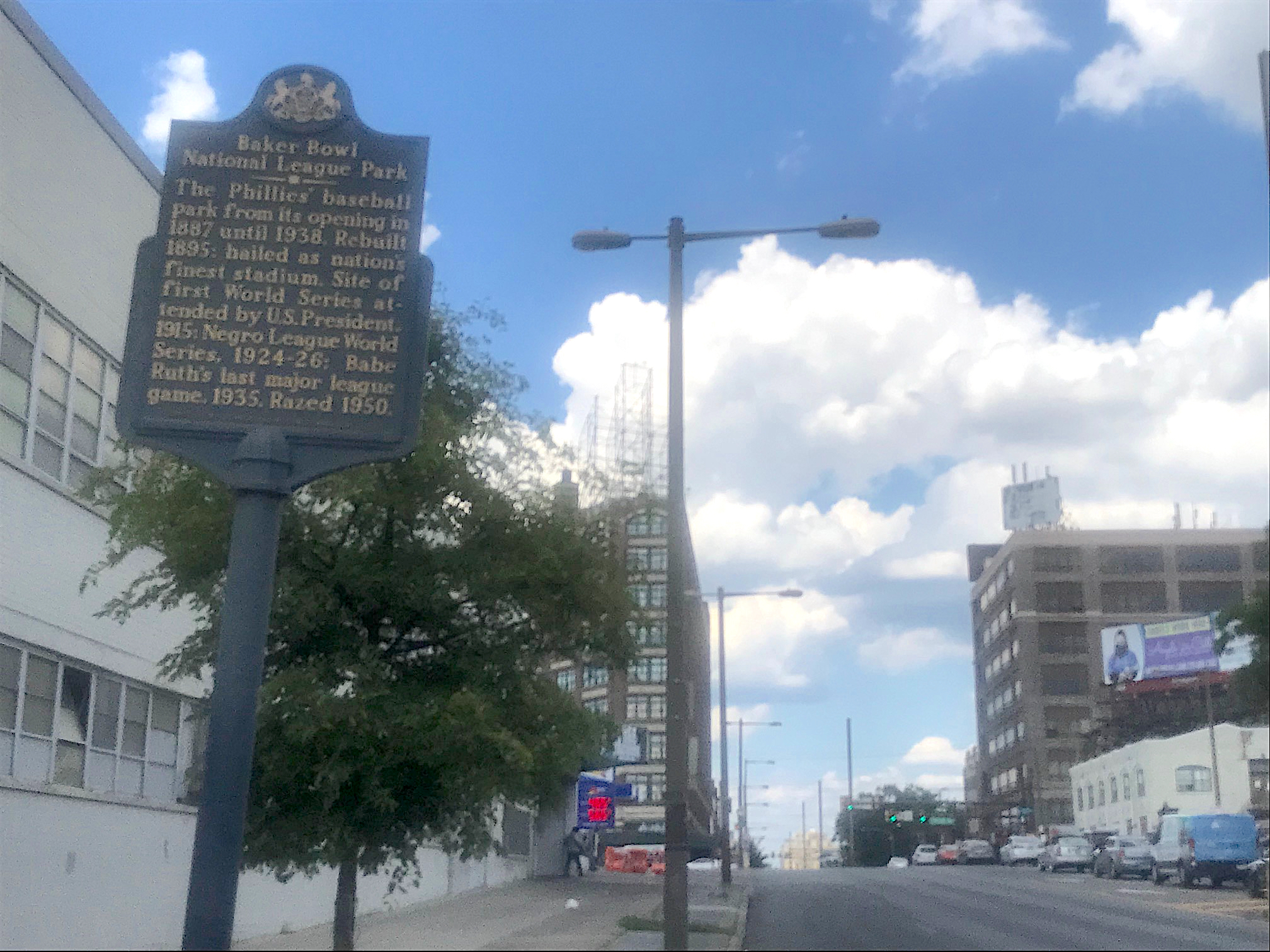
ベイカー・ボウル跡地近くに建つ記念碑

その後跡地はミジェットカーレース場やアイススケートリンクなどに活用されたが、最終的には1950年に完全に取り壊され、跡地には記念碑が建てられている。

### 事故
- 1903年8月8日、球場沿いの15番通りで何か騒ぎがあった。それを一目見ようと多くの観客が木製の左翼スタンドの上に詰めかけた。観客席が観客の重みに耐えきれず崩落し、12人が死亡、232人が負傷した。

- 1927年5月14日、右翼ファウルライン沿いの客席が、雨宿りしようとして多くの観客が集まった重さと支柱の腐食のために崩落した。その場から逃げ出そうと観客が殺到し、その圧力で1人が心臓麻痺で死亡、50人が怪我した。

## 主要な出来事

### 野球
- 1887年4月30日、開場。
- 1895年5月2日、改修後初の公式戦。
- 1914年6月9日、パイレーツのホーナス・ワグナーが通算3000安打を達成した。
- 1915年10月、ワールドシリーズ開催。ベイカー・ボウルでは8～9日に第1～2戦、13日に第5戦が開催された。レッドソックスが通算4勝1敗（ベイカー・ボウルで3勝）でフィリーズを下し世界一に輝いた。
  - 9日の第2戦にはウッドロウ・ウィルソン大統領が観戦に訪れた。大統領が球場でワールドシリーズを観戦するのは史上初。
- 1923年、外野席にいたルーベン・バーマンという11歳の少年がホームランボールの返還を拒否。裁判の結果、ホームランボールの所有権は少年にあることが確認された。当時は客席に入った打球は球団に返還することになっていたが、この事件を機にファンに与えられるようになった。
- 1924年10月3日、ニグロリーグによる初のカラード・ワールドシリーズ（第1戦）開催。
- 1935年5月30日、ベーブ・ルース現役最後の試合。3日後の6月2日に引退を表明した。
- 1938年6月30日、最後のMLB公式戦（ジャイアンツ 14 - 1 フィリーズ）。

| 前本拠地： レクリエーション・パーク 1883 - 1886 | フィラデルフィア・フィリーズの本拠地 1887 - 1938 | 次本拠地： シャイブ・パーク 1938 - 1970 |
| 前本拠地： n/a -                                | フィラデルフィア・イーグルスの本拠地 1933 - 1935 | 次本拠地： JFKスタジアム 1936 - 1941    |